# Curriculum
Curriculum (più raramente curricolo, plurale: comunemente indeclinato, curriculum) nel campo dell'istruzione indica l'insieme dei corsi e dei loro contenuti, offerti da una istituzione quale una scuola o un'università.
È una parola latina acquisita nella lingua italiana nel 1892, derivata da currere, "correre".

## Plurale
La forma plurale curricula si deve alla desinenza in -a dei sostantivi neutri plurali della seconda declinazione della lingua latina. Tuttavia in italiano il plurale di parole acquisite da una lingua straniera mantiene, in genere, la stessa forma del singolare, senza che avvenga la declinazione, in quanto essa sarebbe morfologicamente estranea al sistema dell'italiano. Nel caso di curricula, il suo uso richiede la conoscenza, da parte dell'interlocutore, di questa regola morfologica della declinazione latina.
La forma del plurale di curriculum, quindi, resterebbe curriculum, secondo l'argomentazione che "curriculum" debba essere considerato un sostantivo invariante alla stregua di tutti gli altri latinismi radicati nella lingua italiana. Alla luce di tale regola, infatti, in lingua italiana non si adotta comunemente il plurale latino per le parole forum (fora), referendum (referenda), post scriptum, virus (singularia tantum), humus, alibi, lapsus (della quarta declinazione, con singolare identico al plurale), deficit (verbo), raptus (verbo), bonus, alter ego, senior (seniores è largamento usato, come anche juniores, nei campionati sportivi), habitat (verbo), e così via.
Chi sostiene la correttezza del plurale latino generalmente argomenta che, data la derivazione della lingua italiana dal latino, quest'ultimo non si possa propriamente considerare come lingua straniera. In lingua latina, il plurale di curriculum vitae è curricula vitae. Vitae, infatti, rappresenta un complemento di specificazione (genitivo) che si riferisce a curriculum/a.
Entrambe le soluzioni sono attualmente in uso.